# Süderbrarup
Sollerup là một đô thị thuộc huyện Schleswig-Flensburg, trong bang Schleswig-Holstein, nước Đức. Đô thị Süderbrarup có diện tích 12,98 km², dân số thời điểm 31 tháng 12 năm 2006 là 503 người.